# Pozuel del Campo
Pozuel del Campo é um município da Espanha na província de Teruel, comunidade autónoma de Aragão. Tem 28,06 km² de área e em 2021 tinha 62 habitantes (densidade: 2,2 hab./km²).

## Demografia
| Variação demográfica do município entre 1991 e 2004 | Variação demográfica do município entre 1991 e 2004 | Variação demográfica do município entre 1991 e 2004 | Variação demográfica do município entre 1991 e 2004 |
| --------------------------------------------------- | --------------------------------------------------- | --------------------------------------------------- | --------------------------------------------------- |
| 1991                                                | 1996                                                | 2001                                                | 2004                                                |
| 148                                                 | 116                                                 | 112                                                 | 110                                                 |